# Tsaratanana colorella
Tsaratanana colorella är en fjärilsart som beskrevs av Ulrich Roesler 1981. Tsaratanana colorella ingår i släktet Tsaratanana och familjen mott. Inga underarter finns listade i Catalogue of Life.